# 유로비전 송 콘테스트 2021

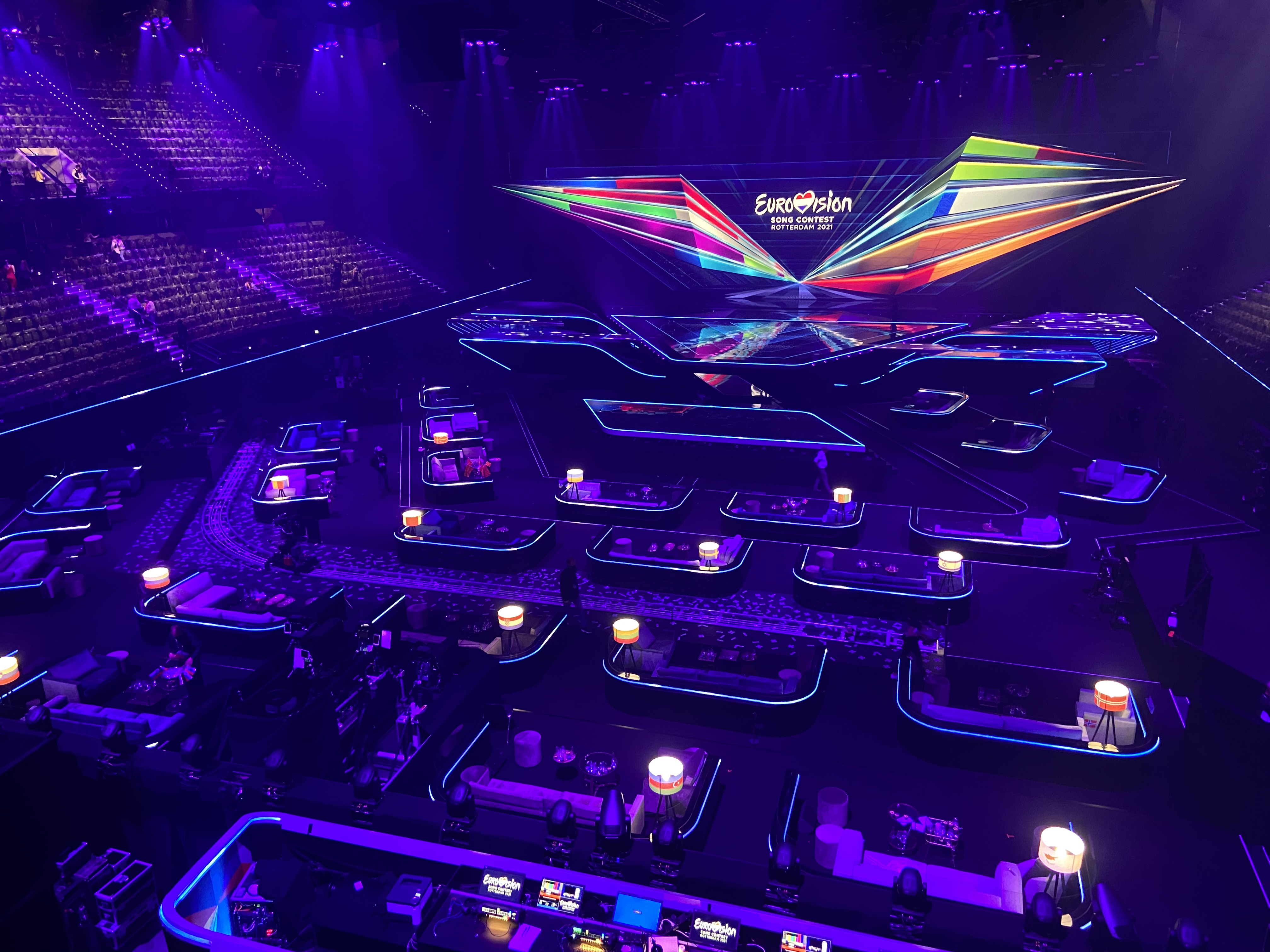

유로비전 송 콘테스트 2021(Eurovision Song Contest 2021)은 제65회 유로비전 송 콘테스트이다. 네덜란드 로테르담에서 개최되었으며 2019년 대회에서 네덜란드 출신 덩컨 로런스의 Arcade라는 노래가 우승하면서 이곳에서 개최하게 되었다. 로테르담은 원래 유로비전 송 콘테스트 2020 개최 도시로 내정되었으나 유럽에서 일어난 코로나19 범유행의 여파로 인하여 취소된 것에 대한 유럽 방송 연맹의 보상 차원에서 개최 자격을 취득했다.
39개국이 이 대회에 참여했으며 그 중 26개국이 2020년에 선정했던 아티스트들을 다시 진입시켰다.